# Vaggeryd
Vaggeryd è una città della Svezia, capoluogo insieme a Skillingaryd del comune omonimo, nella contea di Jönköping. Ha una popolazione di 4.688 abitanti.